# روبرت جون تيليارد
روبرت جون تيليارد (بالإنجليزية: Robert John Tillyard)‏‏ (31 يناير 1881 في نورتش - 13 يناير 1937 في نيوساوث ويلز) عالم حشرات، وإحاثي من أستراليا.

## الجوائز
- زميل في الجمعية الملكية
- Clarke Medal [الإنجليزية]‏
- Mueller Medal ‏